# JALグランドサービス
株式会社JALグランドサービス（ジャルグランドサービス）は、空港地上支援業務（グランドハンドリング）を行っている日本航空グループの株式会社。略称はJGS。
2006年10月1日に空港グランドサービス（AGS：Airport Ground Service。日本航空系）と東亜エアーサービス（TAS。日本エアシステム系）の両社が合併し、発足。

## 主な業務
- マーシャリング（航空機をスポットに誘導する）→マーシャラー
- ボーディング・ブリッジ（搭乗橋）の操作
- プッシュバック（機体をバックさせる）およびトーイング（機体の牽引）
- 機体洗浄業務(航空機を洗う)
- 搭載業務(貨物，手荷物を航空機に積む)
- 整備補助業務
- 機内清掃業務
- 機用品（機内食以外の、機内誌、新聞、雑誌、毛布、客室用品など）管理及び搭載業務
- 貨物・郵便取り扱い業務　等
- ビルメンテナンス業

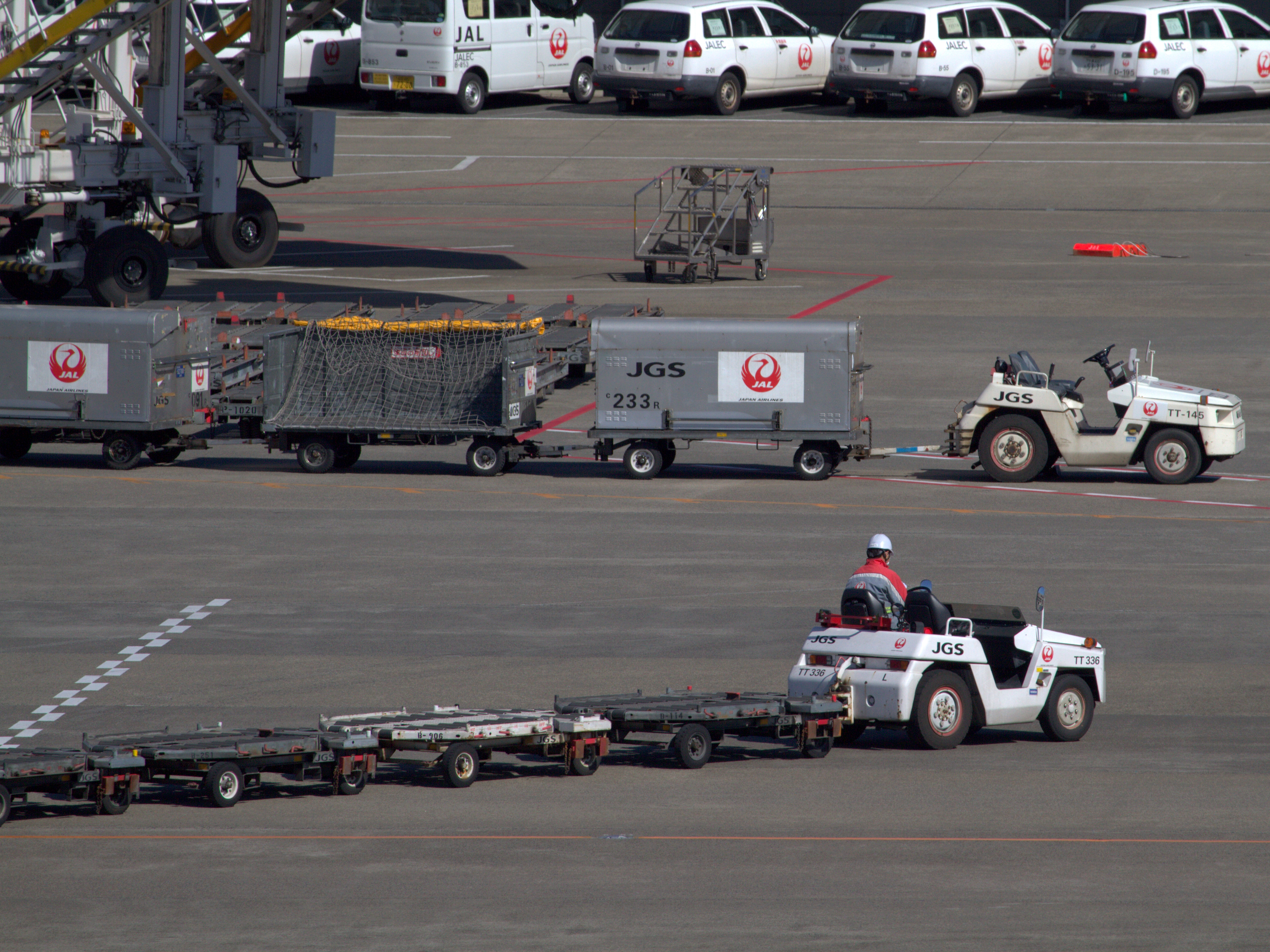
トーイングトラクター(TT)[2]、コンテナドーリー(CD)[3]、カーゴカート
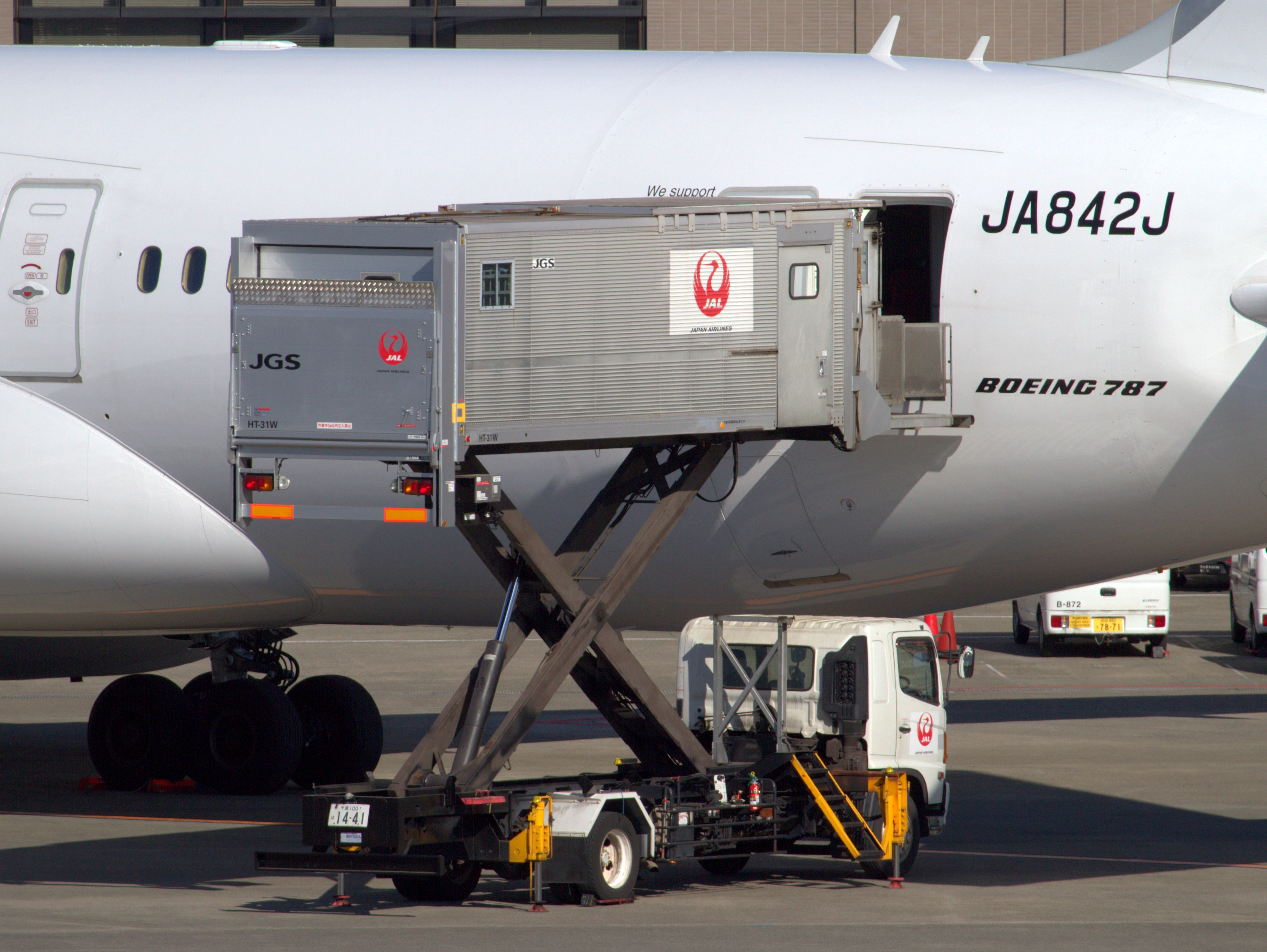
ハイリフトトラック

## 沿革
- 1957年（昭和32年）
  - 2月5日 - JAMCO取締役会でグランドサービス専門の新会社設立議案を承認。
  - 3月1日 - 空港グランドサービス株式会社（AGS）設立。資本金50万円。
  - 6月20日 - 社章を制定（社内公募による）。
- 1958年（昭和33年）3月1日 - 資本金を200万円に増資。
- 1959年（昭和34年）4月1日 - 日本航空の機内クリーニング業務を日本航空整備より移管。
- 1960年（昭和35年）9月1日 - 資本金を500万円に増資。
- 1961年（昭和36年）11月20日 - 大阪出張所開設（1965年7月1日に大阪支店に昇格）。
- 1962年（昭和37年）
  - 3月1日 - 福岡出張所開設（1968年11月5日に福岡支店に昇格）。
  - 4月1日 - 札幌出張所開設（1968年11月5日に札幌支店に昇格）。
  - 10月1日 - 資本金を2000万円に増資。
  - 11月11日 - AGS労働組合結成（2006年10月1日、JGS東京労働組合に名称変更）。
- 1964年（昭和39年）6月1日 - 資本金を4000万円に増資。
- 1967年（昭和42年）
  - 3月1日 - 社歌、社訓、新社章を制定。
  - 8月30日 - 資本金を8000万円に増資。
- 1969年（昭和44年）9月1日 - 資本金を1億6000万円に増資。
- 1970年（昭和45年）10月1日 - 資本金を3億2000万円に増資。
- 1973年（昭和48年）10月1日 - 資本金を4億8000万円に増資。
- 1975年（昭和50年）5月18日 - 空港グランドサービス民主労働組合設立（2006年10月1日、JALグランドサービス労働組合に名称変更）。
- 1978年（昭和53年）
  - 2月1日 - 日本航空の国内線ラウンジ業務開始。
  - 2月11日 - 成田支社を再設置。
  - 4月1日 - 資本金を7億2000万円に増資。
- 1979年（昭和54年）10月29日 - 新東京国際空港南ウイング（当時）における日本アジア航空の旅客カウンター業務開始（後にJALスカイサービスに業務移管）。
- 1981年（昭和56年）
  - 4月2日 - エィジィエス通商株式会社設立（2002年11月30日をもって清算）。
  - 7月16日 - 新東京国際空港南ウイング（当時）におけるシンガポール航空の旅客カウンター業務開始（後にJALスカイサービスに業務移管）。
- 1986年（昭和61年）12月14日 - 日本航空のロードマスター（機側搭載監督者）業務開始。
- 1989年（平成元年）
  - 4月14日 - 関西空港グランドサービス株式会社を設立。
  - 12月16日 - 新千歳エアポートサービス株式会社を設立。
- 1991年（平成3年）6月1日 - 初の女性マーシャラー（航空機誘導員）誕生。
- 1992年（平成4年）4月1日 - AGS陸上部（後にJGS陸上競技部へ名称変更）創部。
- 1995年（平成7年）12月12日 - 西日本エアポートサービス株式会社及び九州エアポートサービス株式会社を設立。
- 1999年（平成11年）
  - 3月2日 - 資本金を4億8000万円に減資。
  - 9月2日 - エージーエスエアカーゴサービス株式会社を設立。
- 2000年（平成12年）12月12日 - 資本金を15億8000万円に減資。
- 2001年（平成13年）
  - 3月2日 - 資本金を4億7400万円に減資。
  - 7月6日 - エィジィエススカイサポート株式会社を設立。
- 2006年（平成18年）
  - 4月1日 - 新千歳エアポートサービスと北海道エアーサービスが合併し、JALグランドサービス札幌（JGSS）に社名変更。
  - 10月1日 -
    - 空港グランドサービスと東亜エアーサービスが合併し、JALグランドサービス（JGS）に社名変更。
    - 新社章、新制服を制定。社訓、社歌を廃止。
    - 九州エアポートサービスがJALグランドサービス九州（JGSQ）に社名変更。
    - 西日本エアポートサービスとグランドエアーサービスが合併し、JALグランドサービス大阪（JGSO）に社名変更。
    - 関西空港グランドサービスがJALグランドサービス関西に社名変更。
    - エージーエスエアカーゴサービスがJALカーゴハンドリング（JCH）に社名変更。
- 2007年（平成19年）4月1日 -
  - エィジィエススカイサポートがJALグランドサポート成田（JGSN）に社名変更。
  - 空港アビエーションサービスがJALグランドアビエーション（JGAV）に社名変更。
  - 関東企業がJALグランドメンテナンス（JGMA）に社名変更。
  - 日本サービスがJALグランドエアーサービス （JGAS）に社名変更。
  - スカイサポート羽田（旧・大和空港サービス）がJALグランドサポート羽田（JGSH）に社名変更。
- 2010年（平成22年）9月30日 - JALグランドサービス関西及びJALグランドサポート関西各株式の90%を鴻池運輸に譲渡。
- 2011年（平成23年）4月1日 - 羽田・成田地区の関連会社6社（JALグランドメンテナンス、JALグランドアビエーション、JALグランドサポート成田、JALグランドエアーサービス、つるや航業、JALグランドサポート羽田）を統合し、株式会社JALグランドサービス東京（JGST）設立。
- 2016年（平成28年）4月1日 - JALグランドサービスとJALグランドサービス東京が合併。

## 事業所所在地
- 成田支店 - 千葉県成田市古込字古込1番地1　日本航空成田オペレーションセンター
- 東京支店 - 東京都大田区羽田空港三丁目3番2号　第1旅客ターミナルビル
- 大阪支店 - 大阪府豊中市蛍池西町三丁目555番地　大阪国際空港新到着ビル内
- 福岡支店 - 福岡県福岡市博多区下臼井778番地1　福岡空港第3ターミナルビル
- 札幌支店 - 北海道千歳市美々　新千歳空港内

## グループ会社
- 新千歳空港 - 株式会社JALグランドサービス札幌
- 大阪国際空港 - 株式会社JALグランドサービス大阪
- 福岡空港 - 株式会社JALグランドサービス九州

## 陸上競技部
1992年に創部。ニューイヤー駅伝等にも出場した。2010年3月31日を以て廃部となった。
- ニューイヤー駅伝戦歴
  - 1997年　35位　4時間25分11秒
  - 1998年　35位　4時間22分52秒
  - 2001年　32位　5時間7分26秒
  - 2002年　33位　5時間3分00秒
  - 2004年　35位　5時間6分7秒
  - 2005年　33位　5時間0分53秒
  - 2006年　26位　4時間54分58秒